# Atlantisch orkaanseizoen 2012
Het Atlantisch orkaanseizoen 2012 duurt van 1 juni 2012 tot 30 november 2012. Tropische cyclonen die buiten deze seizoensgrenzen ontstaan, maar nog binnen het kalenderjaar 2012, worden ook nog tot dit seizoen gerekend. In 2012 was dat het geval met tropische storm Alberto die zich 13 dagen voor de start van het seizoen ontwikkelde. Het was de eerste keer dat er zich al vier stormen vormden voor we de maand Juli ingingen. Na een stille julimaand, vormden er zich in augustus 7 stormen, en staat het momenteel gedeeld aan de leiding met het orkaanseizoen van 1995, van de vroegste tiende storm.

## Voorspelling
Prognoses van de te verwachten orkaanactiviteit worden voor elke orkaanseizoen uitgegeven door de bekende orkaandeskundigen Philip J. Klotzbach, William M. Gray en hun collega's op de Colorado State University (CS) en afzonderlijk door de voorspellers van het NOAA. In december 2011 gaf het CSU aan dat het team niet langer 6 maanden een kwantitatieve voorspelling zou doen omdat de afgelopen 20 jaar had aangetoond dat ze geen voorspellende waarde hebben. Het CSU gaf echter aan wel in april 2012 met een voorspelling te komen.
Het team Klotzbach (voorheen onder leiding van Gray) definieerde het gemiddelde aantal stormen per seizoen (1981 tot 2010) als 12,1 tropische stormen, 6,4 orkanen, 2,7 majeure orkanen (stormen met een kracht van ten minste categorie 3 op de schaal van Saffir-Simpson) en ACE-waarde van 96,1. NOAA definieert een seizoen als boven normaal, vrijwel normaal of beneden normaal door een combinatie van het aantal stormen met een naam, het aantal dat orkaankracht bereikt, het aantal dat uitgroeit tot een majeure orkaan en ACE-waarde.

### Voorspellingen voorafgaand aan het seizoen
Op 7 december 2011 publiceerde Tropical Storm Risk (TSR), een publiek consortium samengesteld uit deskundigen inzake verzekeringen, riskmanagement en seizoensgebonden klimaatvoorspellingen aan University College in Londen, een prognose voor een bovengemiddeld orkaanseizoen. In haar verslag merkte TSR op dat tropische cycloonactiviteiten ongeveer 49% boven het 1950-2010 gemiddelde kunnen uitkomen met 14,1 (± 4,2) tropische stormen, 6,7 (± 3,0) orkanen, 3,3 (± 1,6) majeure orkanen en een cumulatieve ACE-waarde van 117 (± 58). Op 21 december 2011 gaf Weather Services International (WSI) een voorspelling uit voor een nabij gemiddeld orkaanseizoen. In de prognose merkt WSI op dat een koelere Noord-Atlantische oscillatie die al een decennium niet meer is gezien in combinatie met de verzwakking van La Niña zal zorgen voor een nabij gemiddeld seizoen met 12 stormen met een naam, 7 orkanen en 3 majeure orkanen. Ze voorspelde ook een bijna gemiddelde kans voor het aan land komen van orkanen die aan land komen voor de kust van de VS met een licht verhoogde kans voor de Golkust en een iets verminderde kans langs de oostkust. Op 4 april 2012 gaf het CSU haar voorspelling uit voor het seizoen, waarin wordt voorspeld dat het lager dan normaal seizoen wordt als gevolg van een verhoogde kans van de ontwikkeling van een El Niño in het seizoen.

## Cyclonen

### Orkaan Sandy
Sandy ontstond op 22 oktober 2012 als tropische golf in het westen van de Caraïbische Zee. Reeds na zes uur werd ze een tropische storm waarna ze zich naar de Grote Antillen voortbewoog. Op 24 oktober kwam ze aan op Jamaica als orkaan. Sandy ontwikkelde zich in de avond van 25 oktober tot de tweede categorie en kwam aan op Cuba. Daarna zwakte ze af tot de eerste categorie en bewoog ze zich noordwaarts voort over de Bahama's.
Toen had de orkaan reeds 67 slachtoffers had gemaakt. In de nacht van 29 oktober op 30 oktober bereikte Sandy als superstorm de oostkust van de Verenigde Staten, waarna ze nog meer in kracht afzwakte en zich naar het noorden bewoog. Boven het oosten van Canada is de storm op 31 oktober opgelost.

## Tijdlijn seizoen 2012
.

## Namen
De lijst met namen voor 2012 is hetzelfde als die van 2006. De lijst van 2012 zal opnieuw in 2018 worden gebruikt, met uitzondering van de namen, die na dit seizoen van de lijst gehaald zullen worden.
| - Alberto - Beryl - Chris - Debby - Ernesto - Florence - Gordon | - Helene - Isaac - Joyce - Kirk - Leslie - Michael - Nadine | - Oscar - Patty - Rafael - Sandy - Tony - Valerie (nog niet gebruikt) - William (nog niet gebruikt) |